# Waldhaus Edenkoben
Das Waldhaus Edenkoben wurde 1896/97 als Kurhotel errichtet und ist heute eine Privatklinik in Edenkoben. In den Jahren 1937 bis 1976 diente es der Landesversicherungsanstalt (LVA) Rheinland-Pfalz, u. a. als Genesungsheim für tuberkulosekranke Frauen und Kinder.

## Geschichte
Das „Kurhotel Waldhaus“ wurde in den Jahren 1896/97 von dem Weinhändler August Kuby errichtet. 1908 erwarb der „Verein für Volksheilstätten in der Pfalz“ das Waldhaus, das für einen Tagessatz von 2,50 Mark der Bevölkerung zur Erholung dienen sollte. Am 1. Januar 1937 erwarb die damalige „Landesversicherungsanstalt Pfalz“ das Waldhaus und wandelte es auf Betreiben ihres Leiters Ludwig Battenberg in ein „Übungslager für Jugendliche“ um. Übungslager stellten eine Zwischenstufe von Lager und Heilstätte dar, um die Gesundung durch Klima, gute Ernährung und unter ärztlicher Aufsicht geleitetem Sportbetrieb zu fördern. Übungslager gab es schon in einigen Teilen Deutschlands, eingerichtet gemeinsam durch HJ und die Landesversicherungsanstalten Hannover und Hessen, denen die Landesversicherungsanstalt der Pfalz mit Edenkoben folgte, wie es im Runderlass zur vorbeugenden Fürsorge von 1938 heißt. Zur Arbeitsteilung zwischen den Trägern der Rentenversicherung und der Reichsjugendförderung ist festgehalten worden: „[... ] dass die HJ die gesunden Jugendlichen betreut, während die Träger der Rentenversicherung für die angekrankten Jugendlichen zu sorgen haben, [... ].“ Während des Krieges diente es auch als Wehrmachtslazarett.
Zwischen September 1946 und Juni 1948 wurde das Waldhaus der damaligen Landesbetreuungsstelle der Opfer des Faschismus beim Oberpräsidium Hessen-Pfalz in Neustadt zur Verfügung gestellt und als Erholungsstätte für Opfer des Faschismus genutzt. Verwaltet und bewirtschaftet wurde es von der LVA.

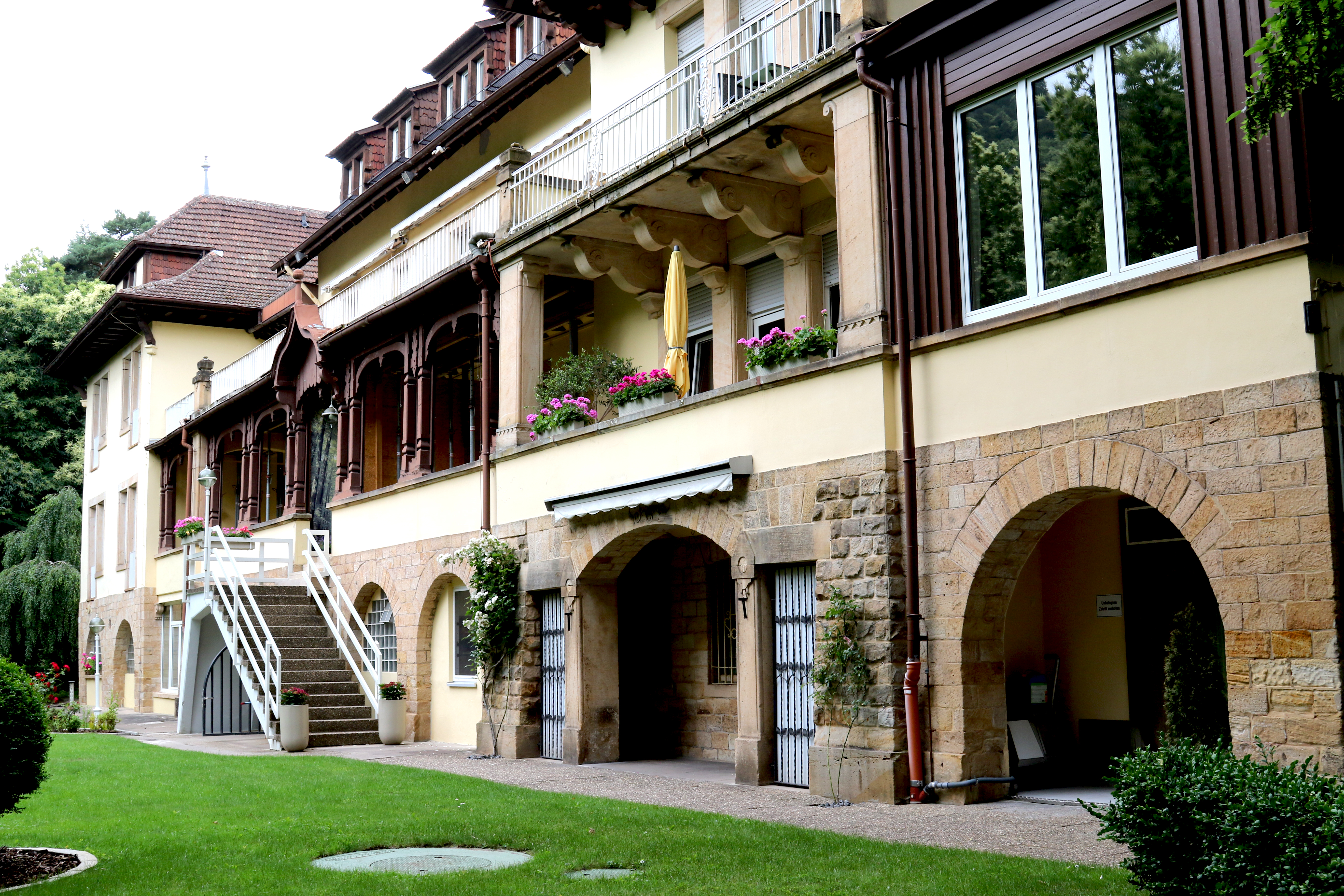
Das Waldhaus vom Park aus gesehen

Ab 1948 wurde das Waldhaus Edenkoben mit Patienten des LVA-Sanatoriums Sonnenwende bei Bad Dürkheim belegt. Nach einer kurzen Nutzung als Genesungsheim für Tbc-Kranke, wurden im Waldhaus Kneippverfahren durchgeführt. Rückläufige Belegung und ein erheblicher Sanierungsstau führten 1976 zur Entscheidung, Gebäude und Anwesen zu verkaufen. Neuer Eigentümer des Waldhauses und seiner gesamten Liegenschaften war ab 1. Januar 1977 der Frischzellen-Therapeut Alexander Gali, in dessen Nachfolge das Haus als Privatklinik weitergeführt wurde.